# الجامعة البابوية الكاثوليكية في تشيلي
الجامعة البابوية الكاثوليكية في تشيلي (بالإسبانية: Pontificia Universidad Católica de Chile)‏ تعدّ واحدة من ست جامعات كاثوليكية موجودة في النظام الجامعي التشيلي وتعدّ أيضا واحدة من اثنتين من الجامعات الحبرية في البلاد، بجانب الجامعة البابوية الكاثوليكية في فالبارايسو. كما أنها واحدة من أقدم الجامعات في تشيلي وواحدة من أبرز المؤسسات التعليمية المعترف بها في أمريكا اللاتينية. كما أنها تحتل المرتبة الأولى في أمريكا الجنوبية عن طريق ترتيب كيو إس.

## روابط خارجية
- Official Web Prospectus (بالإنجليزية)
- Official Web Site (بالإسبانية)